# Sindaci di Andria
Di seguito l'elenco cronologico dei sindaci di Andria e delle altre figure apicali equivalenti che si sono succedute nel corso della storia.

## Regno di Napoli (fino al 1816)
| Periodo | Periodo | Primo cittadino        | Partito | Carica  | Note |
| ------- | ------- | ---------------------- | ------- | ------- | ---- |
| 1797    | 1798    | Ferdinando Spagnoletti |         | Sindaco |      |
| 1798    | 1799    | Riccardo Cristiani     |         | Sindaco |      |
| 1799    | 1800    | Tommaso Accetta        |         | Sindaco |      |
| 1800    | 1802    | Francesco Barletta     |         | Sindaco |      |
| 1802    | 1803    | Nicola Fasoli          |         | Sindaco |      |
| 1803    | 1804    | Giuseppe Conti         |         | Sindaco |      |
| 1804    | 1805    | Saverio Colavecchio    |         | Sindaco |      |
| 1805    | 1806    | Vincenzo Montenegro    |         | Sindaco |      |
| 1806    | 1807    | Nicola Mita            |         | Sindaco |      |
| 1807    | 1808    | Tommaso Margiotta      |         | Sindaco |      |
| 1808    | 1809    | Nicola Montenegro      |         | Sindaco |      |
| 1809    | 1810    | Annibale Accetto       |         | Sindaco |      |
| 1810    | 1811    | Giuseppe Conti         |         | Sindaco |      |
| 1811    | 1812    | Emanuele Spagnoletti   |         | Sindaco |      |
| 1812    | 1814    | Servodio Montenegro    |         | Sindaco |      |
| 1814    | 1817    | Giuseppe Conti         |         | Sindaco |      |

## Regno delle Due Sicilie (1816-1860)
| Periodo | Periodo | Primo cittadino        | Partito | Carica  | Note |
| ------- | ------- | ---------------------- | ------- | ------- | ---- |
| 1817    | 1819    | Filippo Fasoli         |         | Sindaco |      |
| 1820    | 1826    | Consalvo Ceci          |         | Sindaco |      |
| 1826    | 1827    | Nicola Mita            |         | Sindaco |      |
| 1828    | 1830    | Ferdinando Spagnoletti |         | Sindaco |      |
| 1831    | 1832    | Sebastiano Spagnoletti |         | Sindaco |      |
| 1832    | 1838    | Consalvo Ceci          |         | Sindaco |      |
| 1838    | 1840    | Riccardo Porro         |         | Sindaco |      |
| 1841    | 1847    | Pasquale Fasoli        |         | Sindaco |      |
| 1847    | 1854    | Riccardo Jannuzzi      |         | Sindaco |      |
| 1855    | 1856    | Giovanni Latilla       |         | Sindaco |      |
| 1856    | 1857    | Francesco Marziani     |         | Sindaco |      |
| 1857    | 1860    | Giovanni Jannuzzi      |         | Sindaco |      |

## Regno d'Italia (1860-1946)
Sindaci nominati dal governo (1860-1889)
| Periodo | Periodo | Primo cittadino    | Partito | Carica  | Note |
| ------- | ------- | ------------------ | ------- | ------- | ---- |
| 1860    | 1861    | Giuseppe De Simone |         | Sindaco |      |
| 1861    | 1863    | Nicola Porro       |         | Sindaco |      |
| 1863    | 1864    | Giuseppe De Simone |         | Sindaco |      |
| 1864    | 1868    | Giuseppe Ceci      |         | Sindaco |      |
| 1868    | 1870    | Sebastiano Infante |         | Sindaco |      |
| 1870    | 1884    | Riccardo Marchio   |         | Sindaco |      |
| 1885    | 1888    | Nicola Gioscia     |         | Sindaco |      |
| 1888    | 1889    | Riccardo Ceci      |         | Sindaco |      |

Sindaci eletti dal Consiglio comunale (1889-1927)
| Periodo | Periodo | Primo cittadino         | Partito | Carica                  | Note |
| ------- | ------- | ----------------------- | ------- | ----------------------- | ---- |
| 1889    | 1891    | Riccardo Ceci           |         | Sindaco                 |      |
| 1891    | 1892    | Emanuele Ieva           |         | Sindaco                 |      |
| 1892    | 1893    | Nicola Leonetti         |         | Sindaco                 |      |
| 1893    | 1895    | Nicola Gioscia          |         | Sindaco                 |      |
| 1895    | 1899    | Pasquale Marchio        |         | Sindaco                 |      |
| 1899    | 1902    | Nicola Leonetti         |         | Sindaco                 |      |
| 1902    | 1903    | Michele Marchio         |         | Sindaco                 |      |
| 1903    | 1906    | Vito Sgarra             |         | Sindaco                 |      |
| 1906    | 1908    | Pietro Ceci Ginistrelli |         | Sindaco                 |      |
| 1908    | 1908    | Vito Sgarra             |         | Sindaco                 |      |
| 1908    | 1911    | Michele Marchio         |         | Sindaco                 |      |
| 1911    | 1914    | Pasquale Porro          |         | Sindaco                 |      |
| 1914    | 1920    | Nicola Jannuzzi         |         | Sindaco                 |      |
| 1920    | 1921    | Francesco Mazzone       |         | Sindaco                 |      |
| 1922    | 1922    | Giacinto Perrone        |         | Commissario prefettizio |      |
| 1922    | 1922    | Michelangelo Parmigiani |         | Commissario prefettizio |      |
| 1922    | 1922    | Francesco Ventola       |         | Commissario prefettizio |      |
| 1922    | 1923    | Mario Sani              |         | Commissario prefettizio |      |
| 1923    | 1923    | Giuseppe Sisto          |         | Commissario prefettizio |      |
| 1923    | 1923    | Vittorio De Martino     |         | Commissario prefettizio |      |
| 1923    | 1924    | Carlo Pignatelli        |         | Commissario prefettizio |      |
| 1924    | 1924    | Vito Gustadisegno       |         | Commissario prefettizio |      |
| 1924    | 1924    | Vincenzo Arciprete      |         | Commissario prefettizio |      |
| 1924    | 1925    | Annibale Fergola        |         | Commissario prefettizio |      |
| 1925    | 1925    | Fulvio Forti            |         | Commissario prefettizio |      |
| 1925    | 1926    | Sebastiano D'Aprile     |         | Commissario prefettizio |      |
| 1926    | 1927    | Ruggero Mercuri         |         | Commissario prefettizio |      |

Podestà nominati dal governo (1927-1944)
| Periodo | Periodo | Primo cittadino    | Partito                    | Carica                  | Note |
| ------- | ------- | ------------------ | -------------------------- | ----------------------- | ---- |
| 1927    | 1928    | Vincenzo Arciprete | -                          | Commissario prefettizio |      |
| 1928    | 1930    | Francesco D'Alonzo | Partito Nazionale Fascista | Podestà                 |      |
| 1930    | 1935    | Pasquale Cafaro    | -                          | Commissario prefettizio |      |
| 1935    | 1936    | Davide Fossa       | -                          | Commissario prefettizio |      |
| 1936    | 1936    | Simone Naitana     | -                          | Commissario prefettizio |      |
| 1936    | 1937    | Ernesto Fuzio      | Partito Nazionale Fascista | Podestà                 |      |
| 1937    | 1942    | Consalvo Ceci      | Partito Nazionale Fascista | Podestà                 |      |
| 1942    | 1943    | Marco Ieva         | Partito Nazionale Fascista | Podestà                 |      |
| 1943    | 1945    | Giovanni Diana     | -                          | Commissario prefettizio |      |

Sindaci nominati dal Comitato di Liberazione Nazionale (1944-1946)
| Periodo | Periodo | Primo cittadino   | Partito | Carica                  | Note |
| ------- | ------- | ----------------- | ------- | ----------------------- | ---- |
| 1944    | 1945    | Onofrio Jannuzzi  | -       | Commissario prefettizio |      |
| 1945    | 1945    | Michele Rolleri   | -       | Commissario prefettizio |      |
| 1945    | 1945    | Gaetano Chieffo   | -       | Commissario prefettizio |      |
| 1945    | 1945    | Sabino Ruggiero   | -       | Commissario prefettizio |      |
| 1945    | 1945    | Vincenzo Barile   | -       | Commissario prefettizio |      |
| 1945    | 1946    | Francesco Losito  |         | Sindaco                 |      |
| 1946    | 1946    | Angelo Delle Noci | -       | Commissario prefettizio |      |

## Repubblica Italiana (dal 1946)
| Sindaci eletti dal Consiglio comunale (1946-1993)    | Sindaci eletti dal Consiglio comunale (1946-1993) | Sindaci eletti dal Consiglio comunale (1946-1993) | Sindaci eletti dal Consiglio comunale (1946-1993) | Sindaci eletti dal Consiglio comunale (1946-1993) | Sindaci eletti dal Consiglio comunale (1946-1993) | Sindaci eletti dal Consiglio comunale (1946-1993) | Sindaci eletti dal Consiglio comunale (1946-1993) | Sindaci eletti dal Consiglio comunale (1946-1993) | Sindaci eletti dal Consiglio comunale (1946-1993) |
| Nominativo                                           | Nominativo                                        | Partito                                           | Partito                                           | Partito                                           | Partito                                           | Mandato                                           | Mandato                                           | Elezione                                          |                                                   |
| Nominativo                                           | Nominativo                                        | Partito                                           | Partito                                           | Partito                                           | Partito                                           | Inizio                                            | Fine                                              | Elezione                                          |                                                   |
| ---------------------------------------------------- | ------------------------------------------------- | ------------------------------------------------- | ------------------------------------------------- | ------------------------------------------------- | ------------------------------------------------- | ------------------------------------------------- | ------------------------------------------------- | ------------------------------------------------- | ------------------------------------------------- |
|                                                      | Carlo Antolini                                    |                                                   | Partito Comunista Italiano                        | Partito Comunista Italiano                        | Partito Comunista Italiano                        | 1946                                              | 1950                                              | –                                                 |                                                   |
|                                                      | Vincenzo Mucci                                    |                                                   | Partito Comunista Italiano                        | Partito Comunista Italiano                        | Partito Comunista Italiano                        | 1950                                              | 1952                                              | –                                                 |                                                   |
|                                                      | Onofrio Jannuzzi                                  |                                                   | Democrazia Cristiana                              | Democrazia Cristiana                              | Democrazia Cristiana                              | 1952                                              | 1956                                              | –                                                 |                                                   |
|                                                      | Giovanni Contarina (Commissario prefettizio)      | –                                                 | –                                                 | –                                                 | –                                                 | 1956                                              | 1957                                              | –                                                 |                                                   |
|                                                      | Giuseppe Marano                                   |                                                   | Democrazia Cristiana                              | Democrazia Cristiana                              | Democrazia Cristiana                              | 1957                                              | 1963                                              | –                                                 |                                                   |
|                                                      | Ermete Cerza (Commissario prefettizio)            | –                                                 | –                                                 | –                                                 | –                                                 | 1963                                              | 1964                                              | –                                                 |                                                   |
|                                                      | Natale Di Molfetta                                |                                                   | Partito Comunista Italiano                        | Partito Comunista Italiano                        | Partito Comunista Italiano                        | 1964                                              | 1966                                              | –                                                 |                                                   |
|                                                      | Riccardo Di Corato                                |                                                   | Partito Comunista Italiano                        | Partito Comunista Italiano                        | Partito Comunista Italiano                        | 1966                                              | 1966                                              | –                                                 |                                                   |
|                                                      | Gaetano Fusco (Commissario prefettizio)           | –                                                 | –                                                 | –                                                 | –                                                 | 1966                                              | 1967                                              | –                                                 |                                                   |
|                                                      | Onofrio Jannuzzi                                  |                                                   | Democrazia Cristiana                              | Democrazia Cristiana                              | Democrazia Cristiana                              | 1967                                              | 1967                                              | –                                                 |                                                   |
|                                                      | Francesco Fuzio                                   |                                                   | Democrazia Cristiana                              | Democrazia Cristiana                              | Democrazia Cristiana                              | 1967                                              | 1967                                              | –                                                 |                                                   |
|                                                      | Giuseppe Colasanto                                |                                                   | Democrazia Cristiana                              | Democrazia Cristiana                              | Democrazia Cristiana                              | 1967                                              | 1972                                              | –                                                 |                                                   |
|                                                      | Luigi Sperone                                     |                                                   | Democrazia Cristiana                              | Democrazia Cristiana                              | Democrazia Cristiana                              | 1972                                              | 1973                                              | –                                                 |                                                   |
|                                                      | Leonardantonio Sforza                             |                                                   | Partito Comunista Italiano                        | Partito Comunista Italiano                        | Partito Comunista Italiano                        | 1973                                              | 1978                                              | –                                                 |                                                   |
|                                                      | Giovanni Lomuscio                                 |                                                   | Partito Comunista Italiano                        | Partito Comunista Italiano                        | Partito Comunista Italiano                        | 1978                                              | 1979                                              | –                                                 |                                                   |
|                                                      | Bernardino Di Nanni                               |                                                   | Democrazia Cristiana                              | Democrazia Cristiana                              | Democrazia Cristiana                              | 1979                                              | 1980                                              | –                                                 |                                                   |
|                                                      | Vincenzo Pistillo                                 |                                                   | Partito Socialista Italiano                       | Partito Socialista Italiano                       | Partito Socialista Italiano                       | 1980                                              | 1980                                              | –                                                 |                                                   |
|                                                      | Giuseppe Colasanto (Facente funzione)             |                                                   | Democrazia Cristiana                              | Democrazia Cristiana                              | Democrazia Cristiana                              | 1980                                              | 1981                                              | –                                                 |                                                   |
|                                                      | Nicola Giorgino (Commissario prefettizio)         | –                                                 | –                                                 | –                                                 | –                                                 | 1981                                              | 1981                                              | –                                                 |                                                   |
|                                                      | Giuseppe Alicino                                  |                                                   | Indipendente                                      | Indipendente                                      | Indipendente                                      | 1981                                              | 1982                                              | –                                                 |                                                   |
|                                                      | Giuseppe Colasanto (Facente funzione)             |                                                   | Democrazia Cristiana                              | Democrazia Cristiana                              | Democrazia Cristiana                              | 1982                                              | 1982                                              | –                                                 |                                                   |
|                                                      | Nicola Giorgino (Commissario prefettizio)         | –                                                 | –                                                 | –                                                 | –                                                 | 1982                                              | 1982                                              | –                                                 |                                                   |
|                                                      | Giuseppe Alicino                                  |                                                   | Indipendente                                      | Indipendente                                      | Indipendente                                      | 1982                                              | 1983                                              | –                                                 |                                                   |
|                                                      | Armando Levante (Commissario prefettizio)         | –                                                 | –                                                 | –                                                 | –                                                 | 1983                                              | 1983                                              | –                                                 |                                                   |
|                                                      | Francesco Raffaele Piccolo                        |                                                   | Partito Comunista Italiano                        | Partito Comunista Italiano                        | Partito Comunista Italiano                        | 1983                                              | 1985                                              | –                                                 |                                                   |
|                                                      | Furio Camillo Splendore (Commissario prefettizio) | –                                                 | –                                                 | –                                                 | –                                                 | 1985                                              | 1986                                              | –                                                 |                                                   |
|                                                      | Vincenzo D'Avanzo                                 |                                                   | Democrazia Cristiana                              | Democrazia Cristiana                              | Democrazia Cristiana                              | 1986                                              | 1988                                              | –                                                 |                                                   |
|                                                      | Riccardo Terzulli                                 |                                                   | Democrazia Cristiana                              | Democrazia Cristiana                              | Democrazia Cristiana                              | 26 febbraio 1988                                  | 22 luglio 1991                                    | –                                                 |                                                   |
|                                                      | Attilio Busseti                                   |                                                   | Democrazia Cristiana                              | Democrazia Cristiana                              | Democrazia Cristiana                              | 16 settembre 1991                                 | 28 dicembre 1992                                  | –                                                 |                                                   |
|                                                      | Giuseppina Marmo                                  |                                                   | Democrazia Cristiana                              | Democrazia Cristiana                              | Democrazia Cristiana                              | 24 febbraio 1993                                  | 3 aprile 1993                                     | –                                                 |                                                   |
|                                                      | Fulvia Ferrero (Commissario prefettizio)          | –                                                 | –                                                 | –                                                 | –                                                 | 3 aprile 1993                                     | 15 dicembre 1993                                  | –                                                 |                                                   |
| Sindaci eletti direttamente dai cittadini (dal 1993) |                                                   |                                                   |                                                   |                                                   |                                                   |                                                   |                                                   |                                                   |                                                   |
| Nominativo                                           | Nominativo                                        | Partito                                           | Partito                                           | Coalizione                                        | Coalizione                                        | Mandato                                           | Mandato                                           | Elezione                                          |                                                   |
| Nominativo                                           | Nominativo                                        | Partito                                           | Partito                                           | Coalizione                                        | Coalizione                                        | Inizio                                            | Fine                                              | Elezione                                          |                                                   |
|                                                      | Giannicola Sinisi                                 |                                                   | Alleanza Democratica                              |                                                   | PDS-AD-PS                                         | 15 dicembre 1993                                  | 23 febbraio 1996                                  | Elezione 1993                                     |                                                   |
|                                                      | Vincenzo Caldarone                                |                                                   | Partito Democratico della Sinistra                |                                                   | PDS-PPI-L. civiche                                | 9 giugno 1996                                     | 16 aprile 2000                                    | Elezione 1996                                     |                                                   |
|                                                      | Vincenzo Caldarone                                | Democratici di Sinistra                           |                                                   | DS-PPI-Dem-PRC-PdCI-FdV                           | 16 aprile 2000                                    | 17 aprile 2005                                    | Elezione 2000                                     |                                                   |                                                   |
|                                                      | Vincenzo Zaccaro                                  |                                                   | Democrazia è Libertà - La Margherita (2005-2007)  |                                                   | DS-DL/PD-PRC-UDEUR                                | 17 aprile 2005                                    | 26 febbraio 2010                                  | Elezione 2005                                     |                                                   |
|                                                      | Vincenzo Zaccaro                                  | Partito Democratico (2007-2010)                   |                                                   |                                                   | DS-DL/PD-PRC-UDEUR                                | 17 aprile 2005                                    | 26 febbraio 2010                                  | Elezione 2005                                     |                                                   |
|                                                      | Gianfranco Casilli (Commissario straordinario)    | –                                                 | –                                                 | –                                                 | –                                                 | 26 febbraio 2010                                  | 30 marzo 2010                                     | –                                                 |                                                   |
|                                                      | Nicola Giorgino                                   |                                                   | Il Popolo della Libertà                           |                                                   | PdL-L. civiche                                    | 30 marzo 2010                                     | 9 giugno 2015                                     | Elezione 2010                                     |                                                   |
|                                                      | Nicola Giorgino                                   | Forza Italia                                      |                                                   | FI-L. civiche                                     | 9 giugno 2015                                     | 29 aprile 2019                                    | Elezione 2015                                     |                                                   |                                                   |
|                                                      | Gaetano Tufariello (Commissario straordinario)    | –                                                 | –                                                 | –                                                 | –                                                 | 29 aprile 2019                                    | 13 ottobre 2020                                   | –                                                 |                                                   |
|                                                      | Giovanna Bruno                                    |                                                   | Partito Democratico                               |                                                   | PD-L. civiche                                     | 13 ottobre 2020                                   | in carica                                         | Elezione 2020                                     |                                                   |